# Unidos do Jardim do Amanhã
Grêmio Recreativo Bloco Carnavalesco Unidos do Jardim do Amanhã foi um bloco de enredo do Rio de Janeiro. É filiado à Federação dos Blocos Carnavalescos do Estado do Rio de Janeiro.
Em 2020, foi o primeiro bloco a desfilar no Grupo C da Federação, no sábado de carnaval, na Estrada Intendente Magalhães. Com um enredo que abordava as antigas marchinhas de carnaval, obteve a quarta colocação.

## Segmentos

### Presidentes
| Nome                                     | Mandato      | Ref.  |
| ---------------------------------------- | ------------ | ----- |
| Édson Ribeiro Magalhães Silva "Pitimbul" | ?-atualidade | [ 1 ] |

### Diretores
| Ano  | Diretor de Carnaval | Diretor geral de harmonia | Mestre de bateria | Ref.  |
| ---- | ------------------- | ------------------------- | ----------------- | ----- |
| 2020 | Lucio Bala          | Marcos Magabil            | Celso CDD         | [ 1 ] |

### Coreógrafo
| Ano  | Nome    | Ref.  |
| ---- | ------- | ----- |
| 2020 | Telinho | [ 1 ] |

### Casal de mestre-sala e porta-estandarte
| Ano  | Nome                                               | Ref. |
| ---- | -------------------------------------------------- | ---- |
| 2020 | Creuza Santos "Preta" e Sebastião Martins "Branco" |      |

## Intérprete
| Ano  | Nome           | Ref.  |
| ---- | -------------- | ----- |
| 2020 | Carlos Alberto | [ 1 ] |
| 2022 |                |       |

## Carnavais
| Ano  | Colocação | Grupo                           | Enredo | Carnavalesco   | Ref.              |
| ---- | --------- | ------------------------------- | --- | -------------- | ----------------- |
| 2020 | 4º lugar  | C dos blocos (Terceira Divisão) | A marchinha é nossa e ninguém pode negar Compositores: Paulo Henrique Nascimento Sampaio, Edson Ribeiro Magalhães Silva, Sebastião Felipe Cardoso Martins, Rogério da Silva Correia, Vagner da Silva, Lúcio Alcides de Oliveira, Maurício Cordeiro Lyrio Monteiro | Carlos Alberto | [ 3 ] [ 1 ] [ 2 ] |

- Commons